# Église Notre-Dame-de-l'Assomption de Vic
Pour les articles homonymes, voir Notre-Dame-de-l'Assomption.
L'église Notre-Dame-de-l'Assomption de Vic est une église romane du XIIe siècle située en France sur la commune d’Oust, dans le département de l'Ariège, en région Occitanie.

## Description
C’est une église romane de grande taille avec trois absides et trois nefs. Les vantaux de bois de la porte sont du XVe siècle et les plafonds du XVIIe siècle.

## Localisation
Elle était l’église communale de Vic avant le rattachement en 1969 à la commune d’Oust, l’ancien chef-lieu de canton situé dans le Haut-Salat.

## Historique
L'église date du XIIe siècle.
Elle fait l'objet d'un classement au titre des monuments historiques depuis le 16 août 1921.
Un sondage archéologique réalisé par Laurent Troisplis dans l'église en octobre et novembre 1994 a révélé l'existence d'une fondation d'un bâtiment antérieur à l'église romane sans que l’on puisse cependant affirmer à ce stade une antériorité précise.

## Galerie

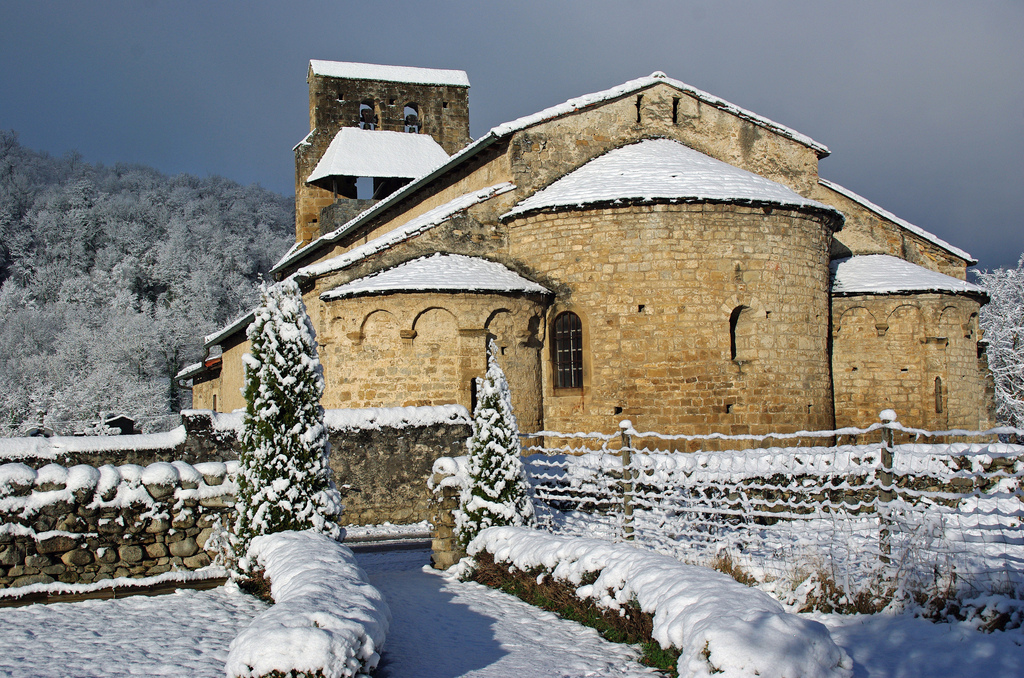
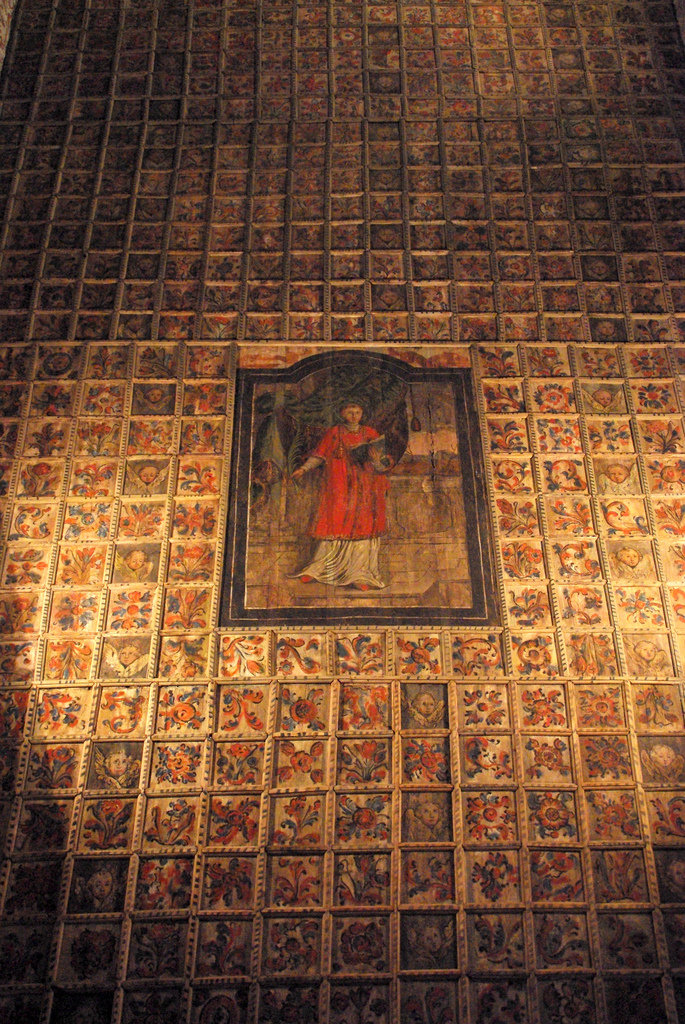
Le plafond principal, restauré en 1982, date du XVIe s. Il semble être l'oeuvre d'un artiste italien au vu des caractéristiques des figures d'anges. Le tableau au centre représenterait saint Étienne.
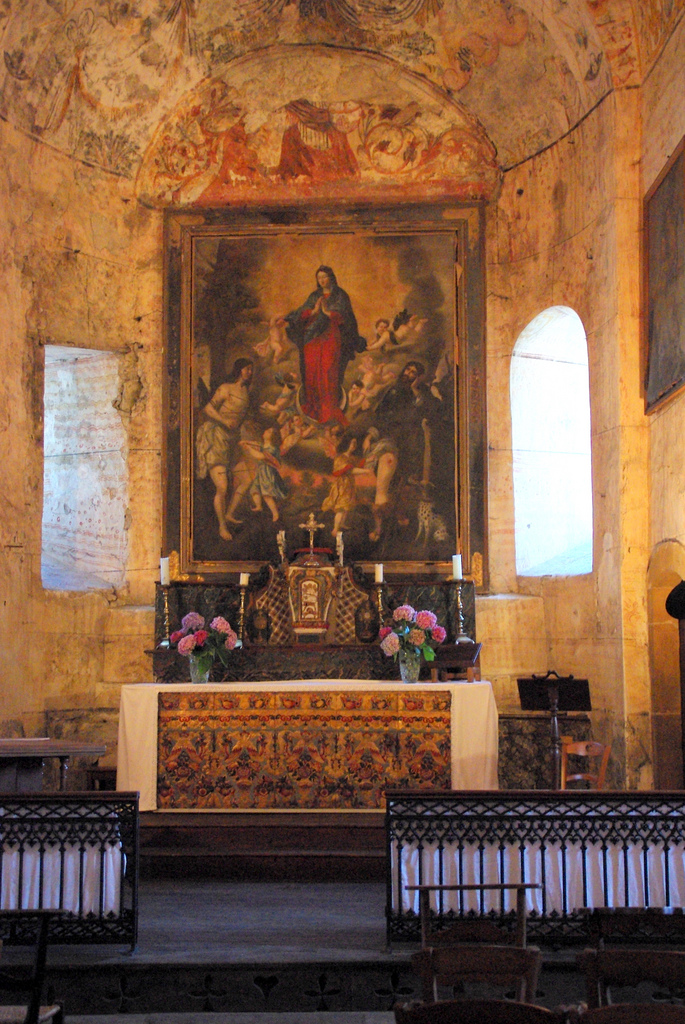
Rarement ouverte, l'église de Vic surprend le visiteur, dès la porte franchie, par la richesse des fresques et peintures murales. Devant l'autel, l'antependium est en cuir de Cordoue (classé MH en 1911, restauré en 1982).
Plafond en faux caissons du XVIIIe siècle.
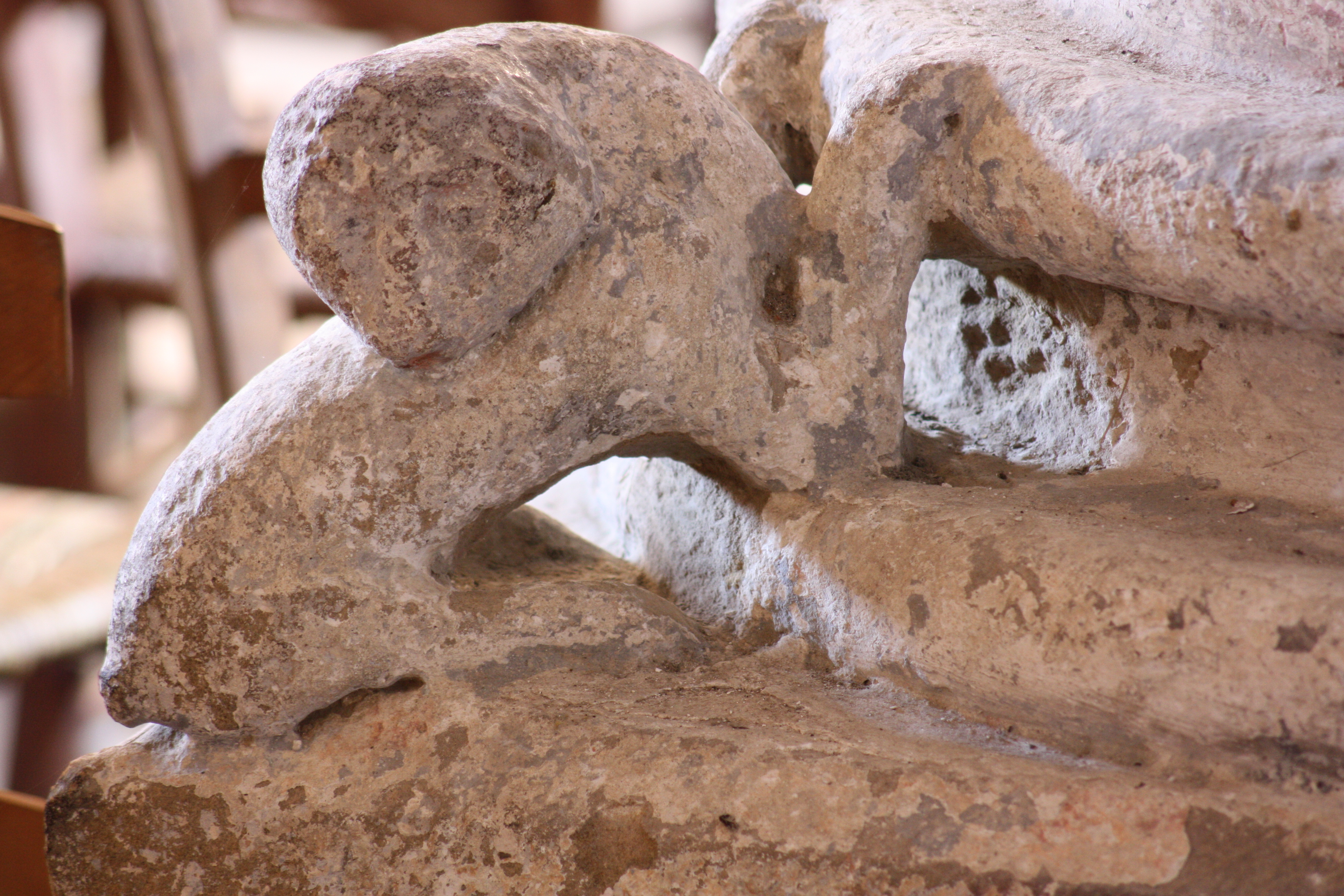
Sculpture sur pied de colonne.
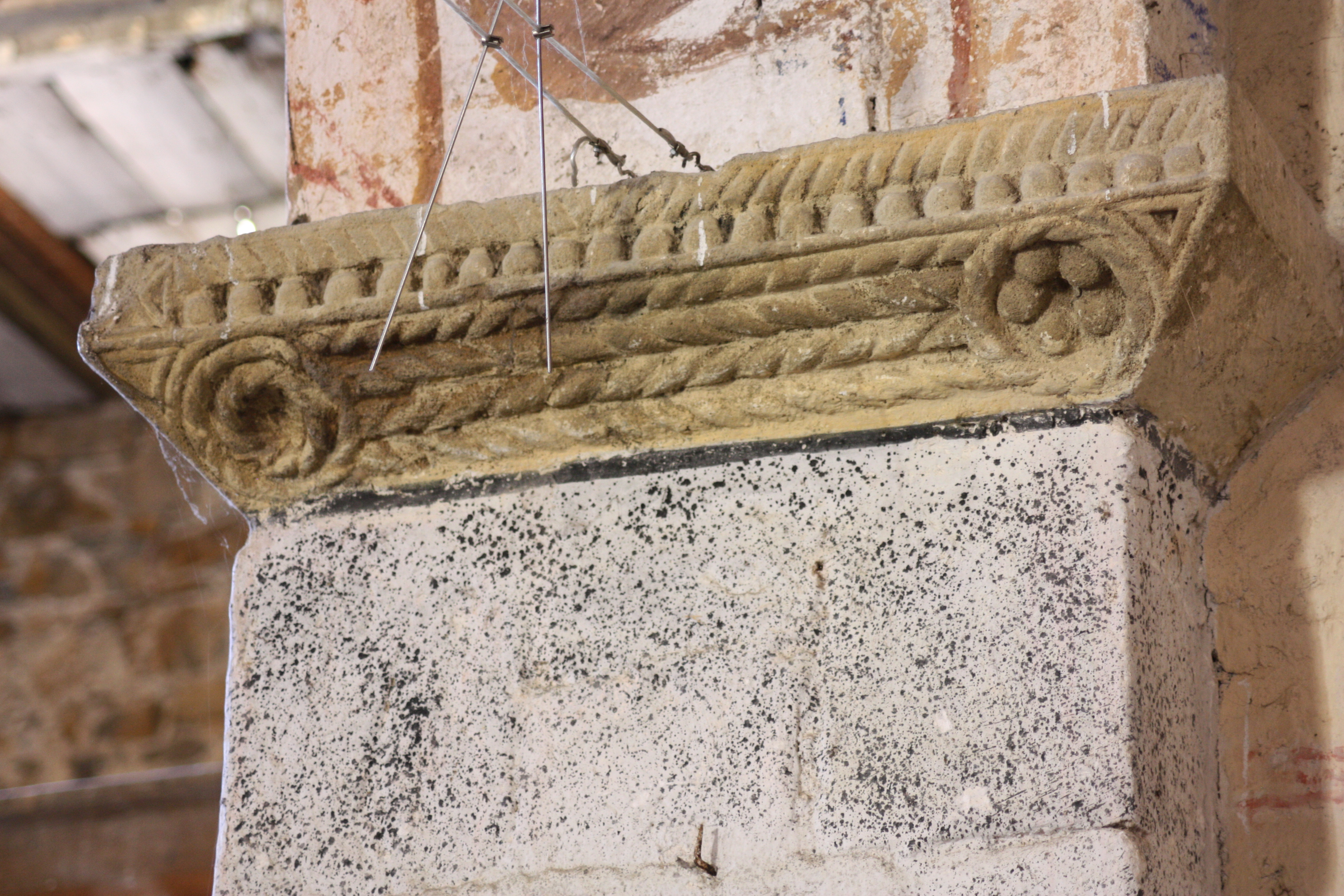
Impose premier art roman ou carolingien.

## Mobilier
Neuf tableaux et deux statues sont référencés dans la base Pallissy.

## Valorisation du patrimoine
La Fondation Vic en Couserans travaille à la rénovation et la préservation de l'église depuis plusieurs décennies.